# Nowa Wieś (gmina Rybno)
Nowa Wieś – wieś w Polsce, położona w województwie mazowieckim, w powiecie sochaczewskim, w gminie Rybno. Ma status sołectwa.
| SIMC    | Nazwa        | Rodzaj    |
| ------- | ------------ | --------- |
| 0736860 | Borowa Droga | część wsi |
| 0736876 | Nowina       | część wsi |

W latach 1975–1998 wieś należała administracyjnie do województwa skierniewickiego.
Sołectwo 31 grudnia 2013 roku liczyło 84 mieszkańców.